# Rubus josefianus
Rubus josefianus es una especie de planta del género Rubus, perteneciente a la familia Rosaceae.

## Taxonomía
Rubus josefianus fue descrita por H. E. Weber en 1993.

## Distribución
Se encuentra en el territorio este de Europa central.